# Birthe Wilke
Birthe Wilke (19 marzo 1936) è una cantante danese.
Ha rappresentato la Danimarca all'Eurovision Song Contest 1957, dove ha cantato con Gustav Winckler il brano Skibet Skal Sejle I Nat. Ha partecipato anche all'Eurovision Song Contest 1959 con Uh-Jeg Ville Ønske Jeg Var Dig, canzone interpretata da solista.
Appare nel film Reptilicus (1961).